# Slag bij Anghiari
Slag bij Anghiari was een onvoltooide muurschildering door Leonardo da Vinci in het Palazzo Vecchio in Florence. Doordat Leonardo evenals bij Het Laatste Avondmaal een experimentele techniek gebruikte, bereikte hij niet het gewenste resultaat en staakte hij volgens onder anderen Vasari het werk al snel. Hoewel veel kunsthistorici ervan uit gaan dat hij ten minste een deel heeft voltooid waarvan de restanten in 1563 verdwenen onder een fresco van Vasari, is het ook mogelijk dat de muurschildering nooit is uitgevoerd. De voorstelling, die Leonardo gedeeltelijk had uitgewerkt in een karton (ontwerptekening op ware grootte), is bekend dankzij Leonardo's voorbereidende schetsen en kopieën door andere kunstenaars.

## Achtergrond
Het onderwerp was het gevecht dat de Florentijnen en hun bondgenoten op 29 juni 1440 bij Anghiari, niet ver van Arezzo, leverden met de troepen van Filippo Maria Visconti, waarbij de Milanese condottiero Niccolò Piccinino en zijn zoon op de vlucht sloegen. De muurschildering in de Grote Raadzaal (Sala del Gran Consiglio) moest zo'n 18 bij 8 meter groot worden. Leonardo is waarschijnlijk eind 1503 met de voorbereidingen begonnen, want als hij op 4 mei 1504 officieel de opdracht krijgt, is hij op dat moment al bezig met het uitwerken van het karton in de Sala del Papa in de Santa Maria Novella, zijn tijdelijke atelier. Uit de documenten blijkt dat hij enkele jaren met het project is bezig geweest. Nadat hij in 1506 voor een tweede periode naar Milaan was vertrokken, werd al snel duidelijk dat hij de muurschildering niet zou voltooien. Intussen had Michelangelo de opdracht gekregen op dezelfde wand (waarschijnlijk aan de linkerkant) een pendant te vervaardigen met de Slag bij Cascina, maar ook dit geplande fresco kwam niet verder dan een ontwerptekening. Hoewel de uitvoering in beide gevallen op niets uitliep, hebben de composities van Leonardo en Michelangelo met hun vernieuwende, dramatisch-expressieve uitbeelding van historische gebeurtenissen grote invloed gehad op andere 16e-eeuwse schilders, zoals Rafaël, Titiaan en Peter Paul Rubens.

## Voorstudies
In de voorbereidende schetsen van Leonardo da Vinci ligt de nadruk op de steigerende paarden en de dynamiek van het gevecht. Uit sommige tekeningen blijkt dat hij met opzet de gezichtsuitdrukkingen van de furieuze krijgers afstemde op de briesende paarden.

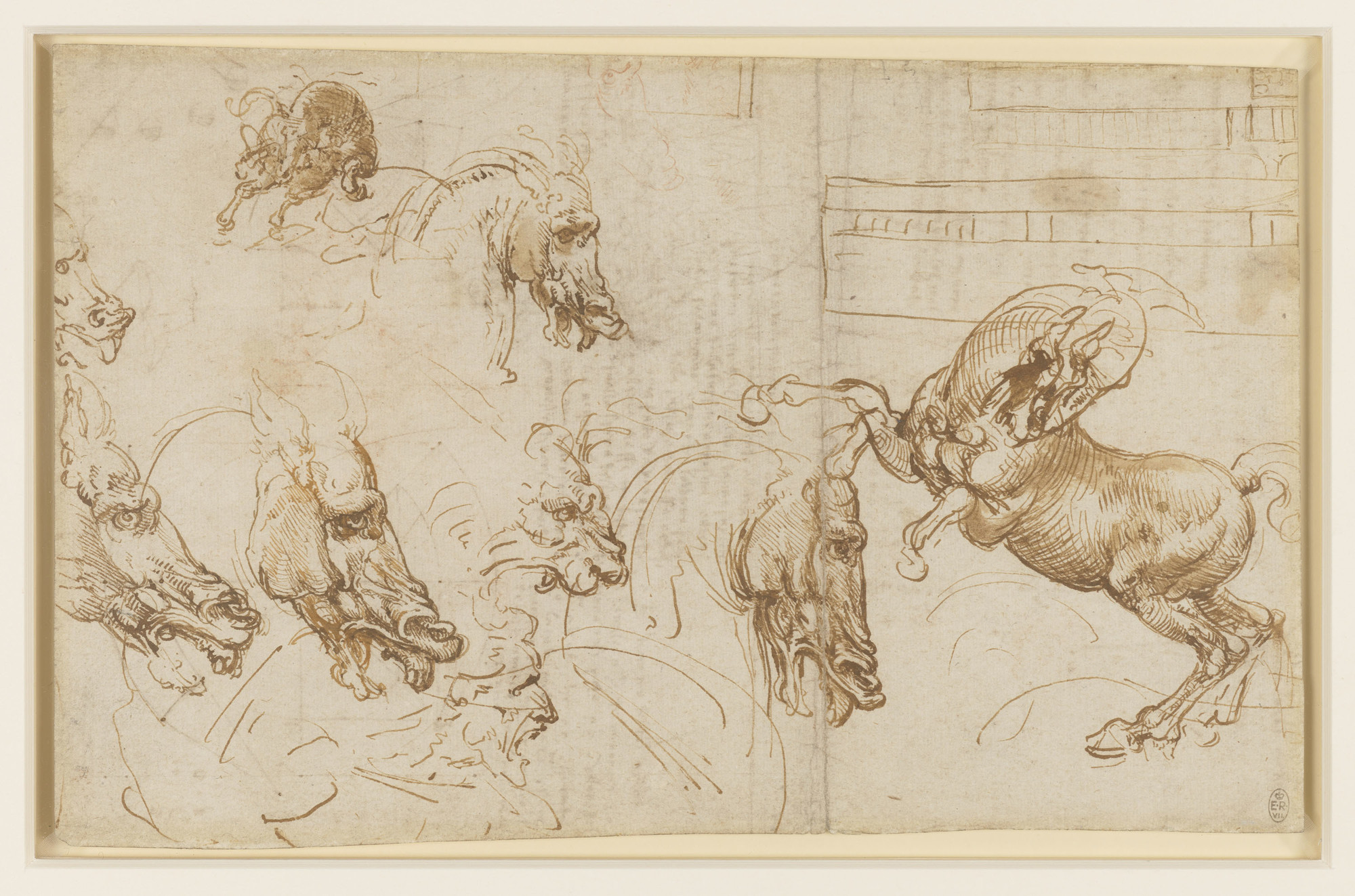
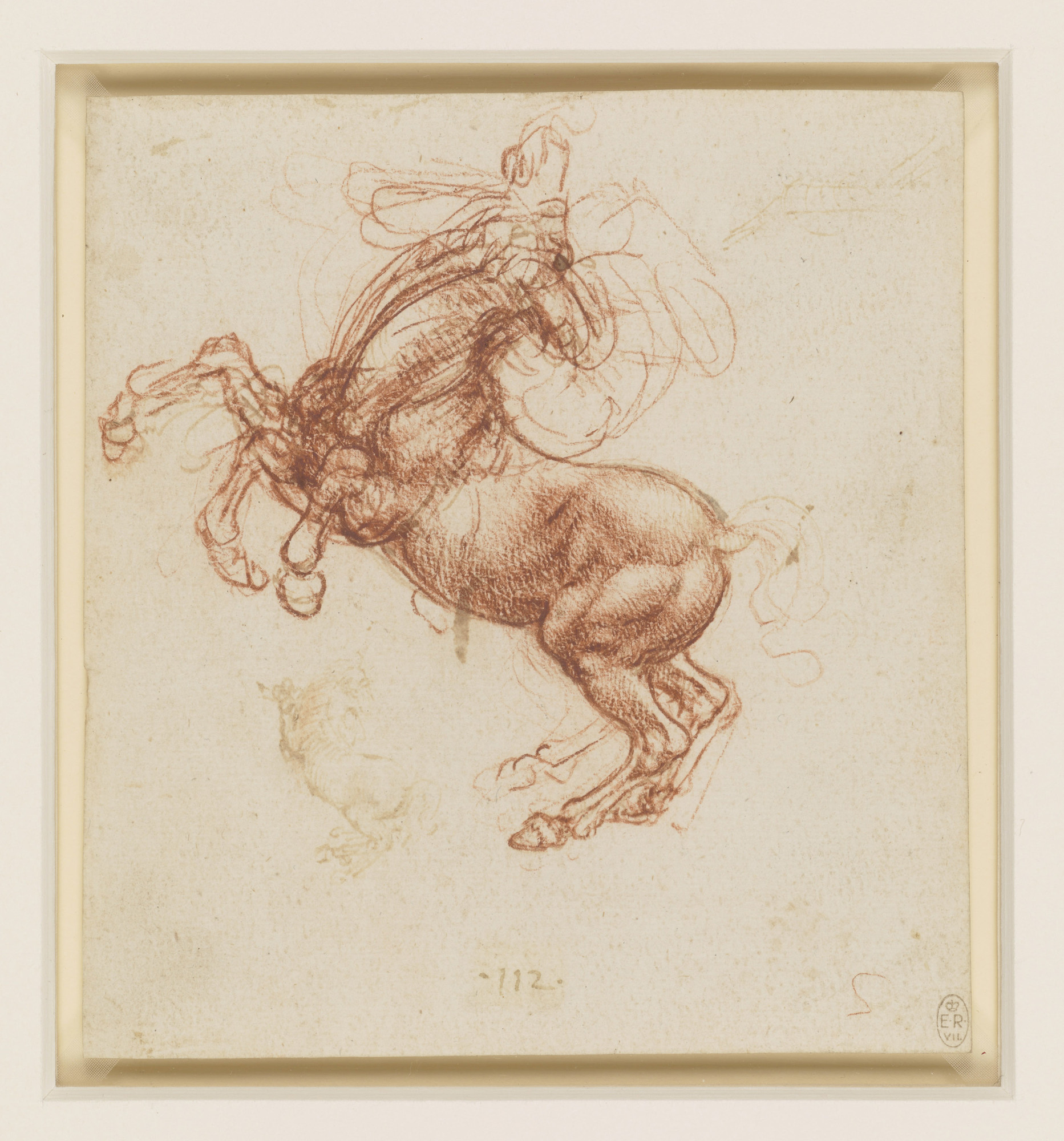
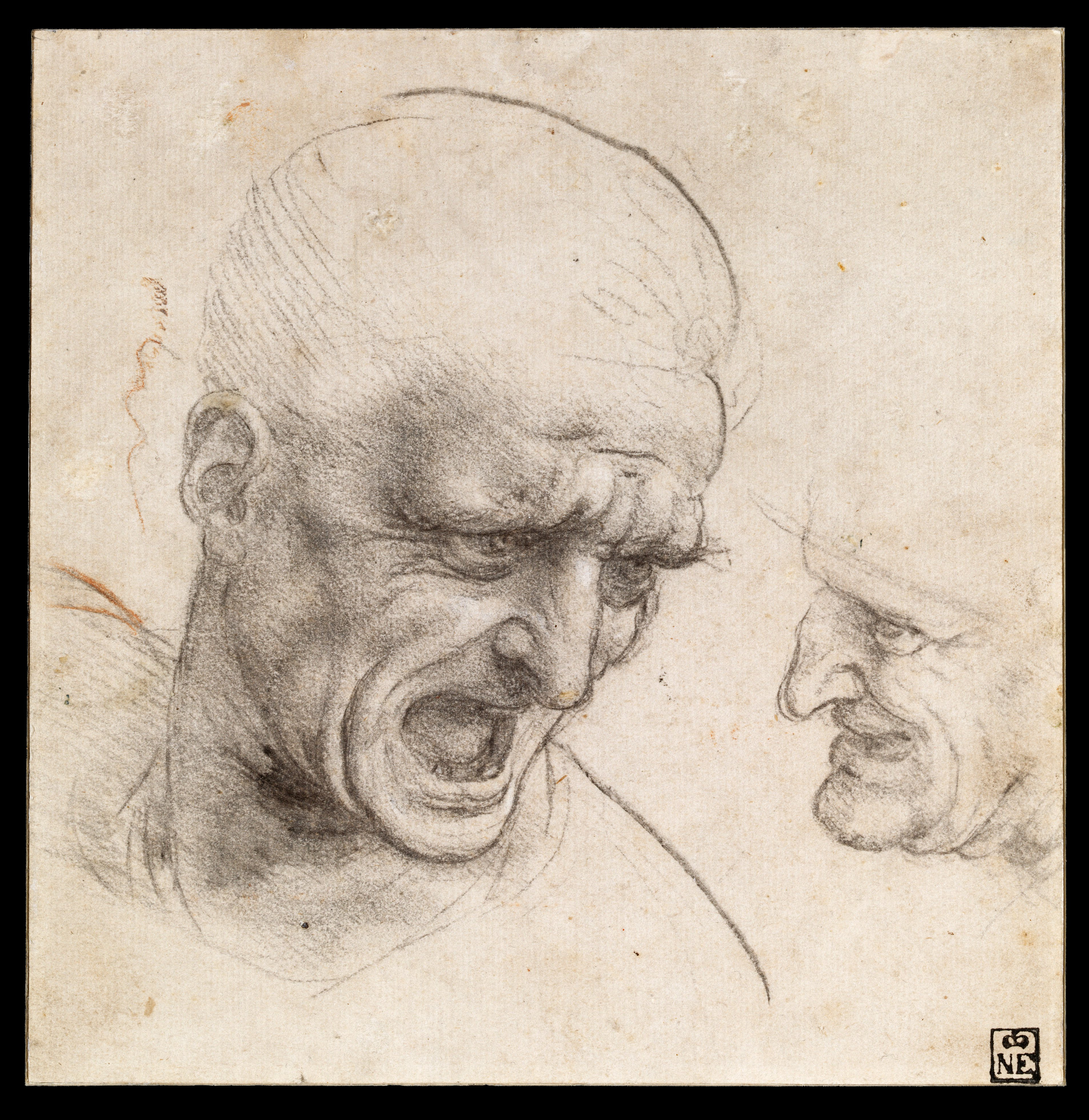
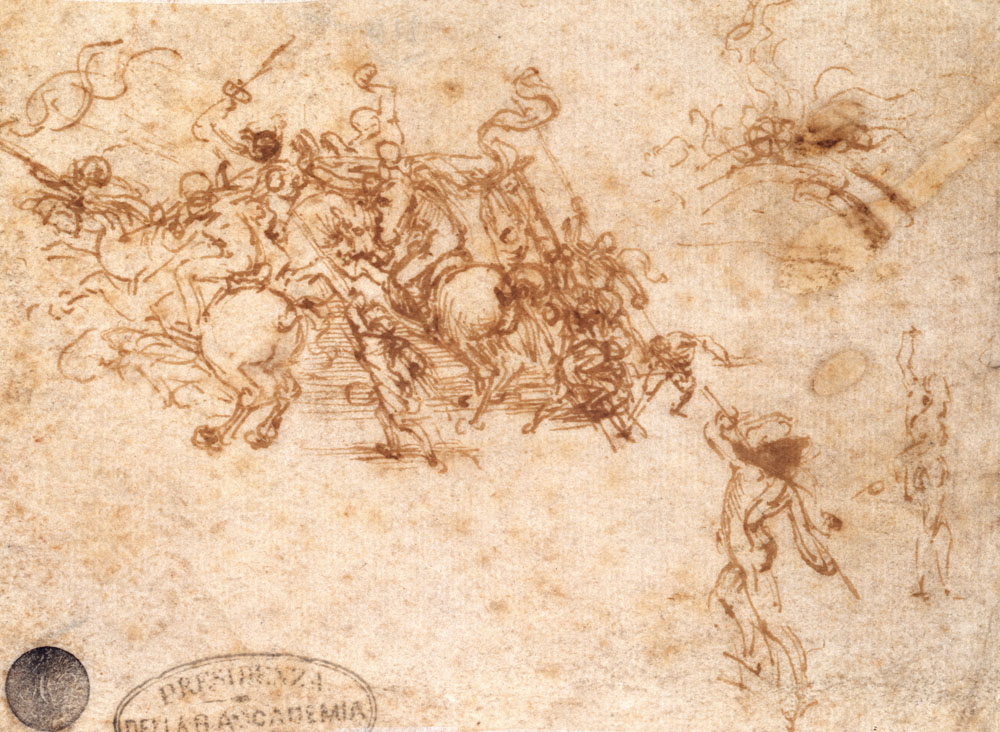
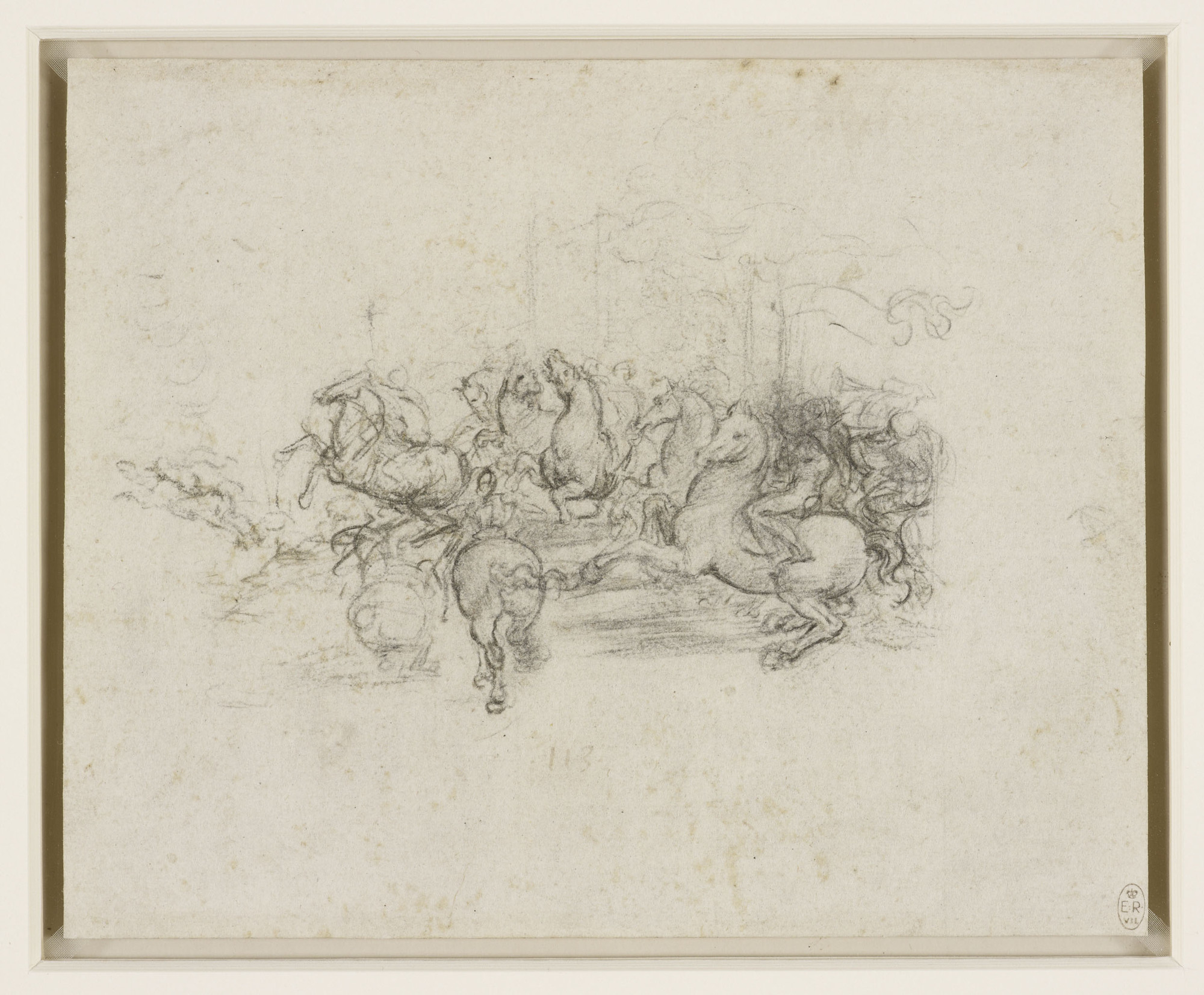